# Fountain of Dreams (gra komputerowa)
Fountain of Dreams to komputerowa gra fabularna stworzona i wydana przez Electronic Arts w 1990 roku. Gra ukazała się tylko na komputery osobiste z systemem DOS, jako kontynuacja gry Wasteland.
Akcja gry rozgrywa się na postapokaliptycznej Florydzie, która została odcięta od reszty Stanów Zjednoczonych po nuklearnej katastrofie. Gracz wciela się w bohatera, który ma za zadanie odkryć tajemnicę tytułowej Fontanny Marzeń, rzekomo mającej właściwości lecznicze i magiczne. Świat gry wypełniony jest wrogimi mutantami, niebezpiecznymi frakcjami oraz chaosem spowodowanym brakiem centralnej władzy.
Gra oferuje klasyczną mechanikę RPG z perspektywą izometryczną. Gracz kontroluje drużynę postaci, eksploruje świat, walczy z przeciwnikami w systemie turowym oraz podejmuje decyzje fabularne, które wpływają na przebieg rozgrywki.
Fountain of Dreams była krytykowana za nieczytelną narrację, toporne sterowanie oraz niespójną mechanikę. W listopadzie 1996 roku magazyn Computer Gaming World w swoim 15. jubileuszowym wydaniu sklasyfikował Fountain of Dreams na 41. miejscu na liście „Najgorszych gier wszech czasów” („Worst Games of All Time”)

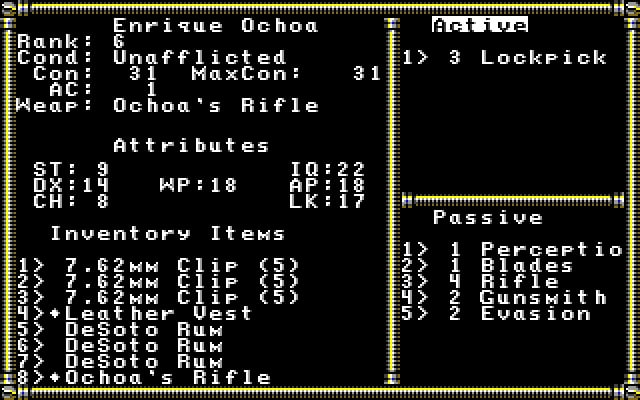